# ВТЦ Кортландт (линия Бродвея и Седьмой авеню, Ай-ар-ти)
|   |   |   |   |
| · | · | · | · |

|   |   |   |   |
| · | · | · | · |

«ВТЦ Кортландт» (англ. WTC Cortlandt) — станция Нью-Йоркского метрополитена, расположенная на линии Бродвея и Седьмой авеню, Ай-ар-ти.  На станции останавливается маршрут 1 (круглосуточно). Станция (называвшаяся тогда Кортландт-стрит) была разрушена во время террористических актов 11 сентября 2001 года, а затем построена заново и открыта накануне их 17-летия, 8 сентября 2018 года.

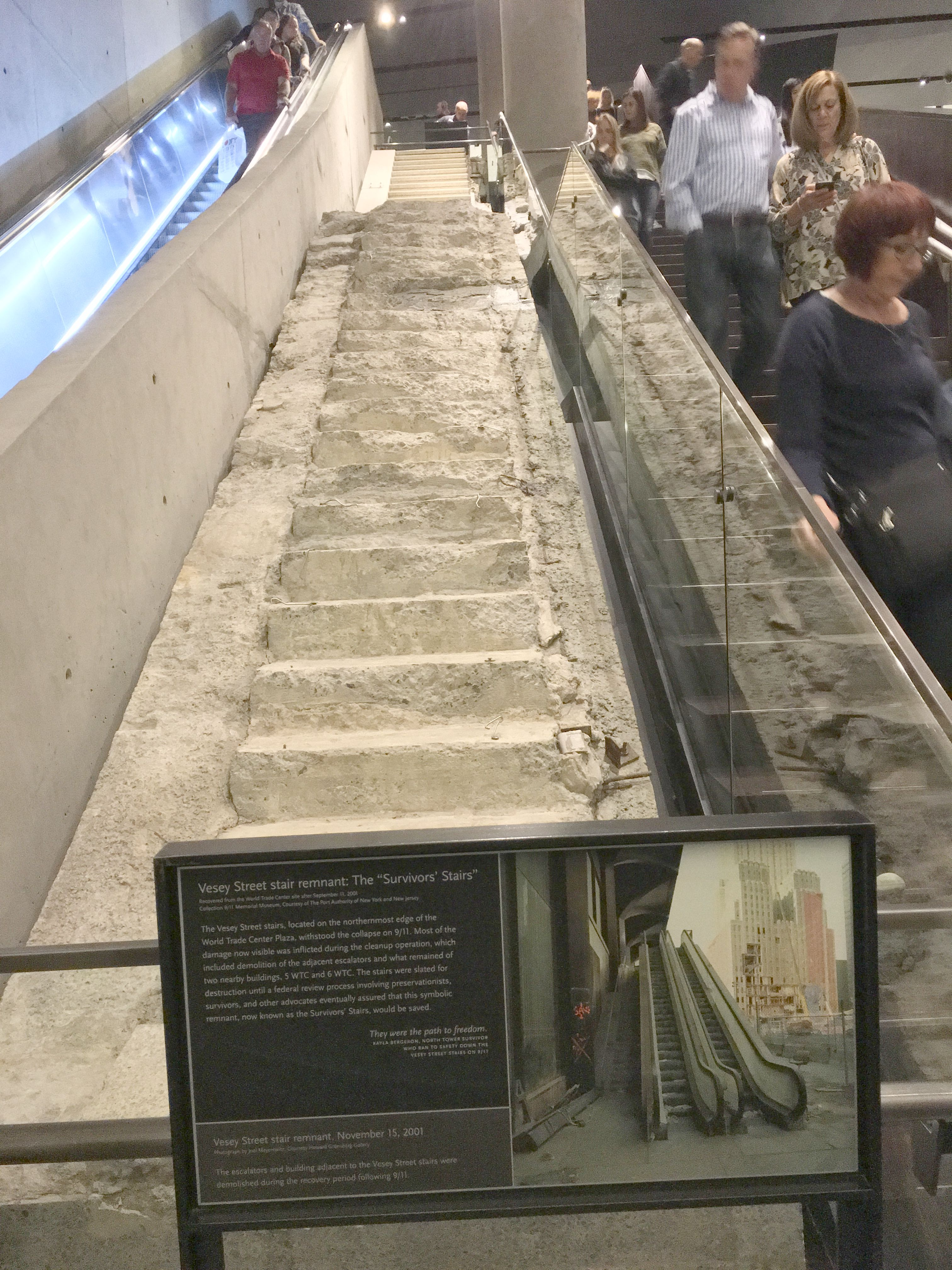
Лестница спасшихся в Музее 11 сентября в 2017 году. На переднем плане снимок её же, сделанный через несколько дней после терактов

Старая станция была открыта 1 июля 1918 года как часть сети Interborough Rapid Transit Company (IRT), которая в то время доминировала как отдельное метро на территории Манхэттена от Таймс-сквер/42-й улицы до Саут-Ферри. Данный участок обслуживался челноком до полного завершения строительства линии и станций, которое произошло 1 июля 1918 года.
Станция находилась непосредственно под Всемирным торговым центром и, будучи станцией мелкого заложения, была разрушена во время терактов 11 сентября 2001 года. К сентябрю 2002 года повреждённые конструкции станции и расположенных ниже подвальных этажей Всемирного торгового центра были разобраны, на месте тоннеля был сооружён железобетонный короб, подпёртый сваями, и в нём проложены рельсы, по которым было восстановлено движение по линии. Строительство новой станции стало вестись без остановки поездов. На протяжении 17 лет станция обозначалась на схемах как временно закрытая. Столь долгий срок объясняется тем, что реконструкция станции стала одной из частей громадного проекта реконструкции Граунд-Зиро.
Вход на станцию с Визи-стрит располагался под лестницей, которая вела на площадь Остина Джозефа Тобина между зданиями ВТЦ. Когда здания рухнули, лестница продолжала стоять и вошла в историю как Лестница спасшихся, поскольку по ней эвакуировались многие из переживших теракты. В июле 2008 года лестница была перемещена в Музей 11 сентября.

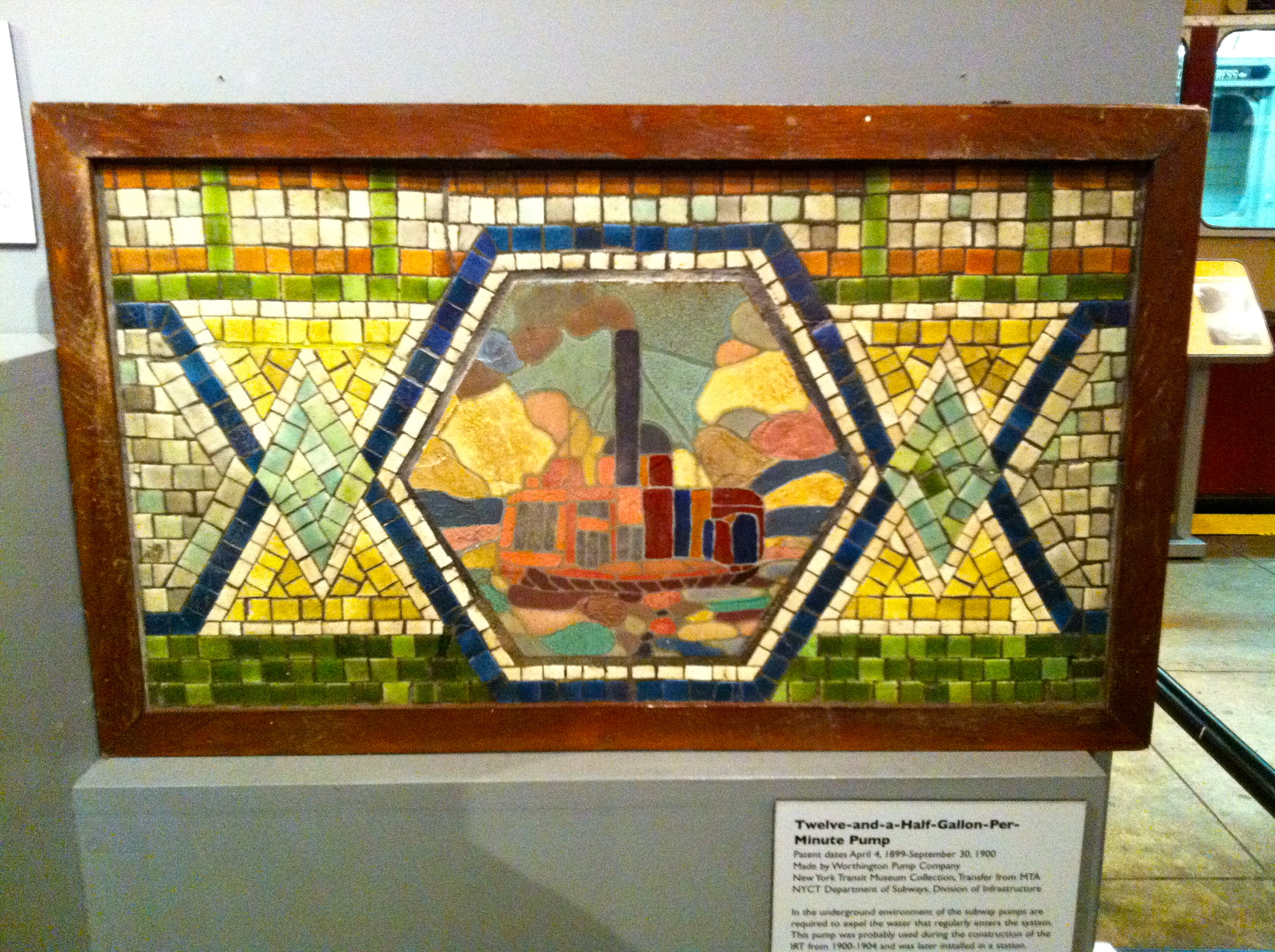
Одна из мозаик старой станции на экспозиции в Транспортном музее
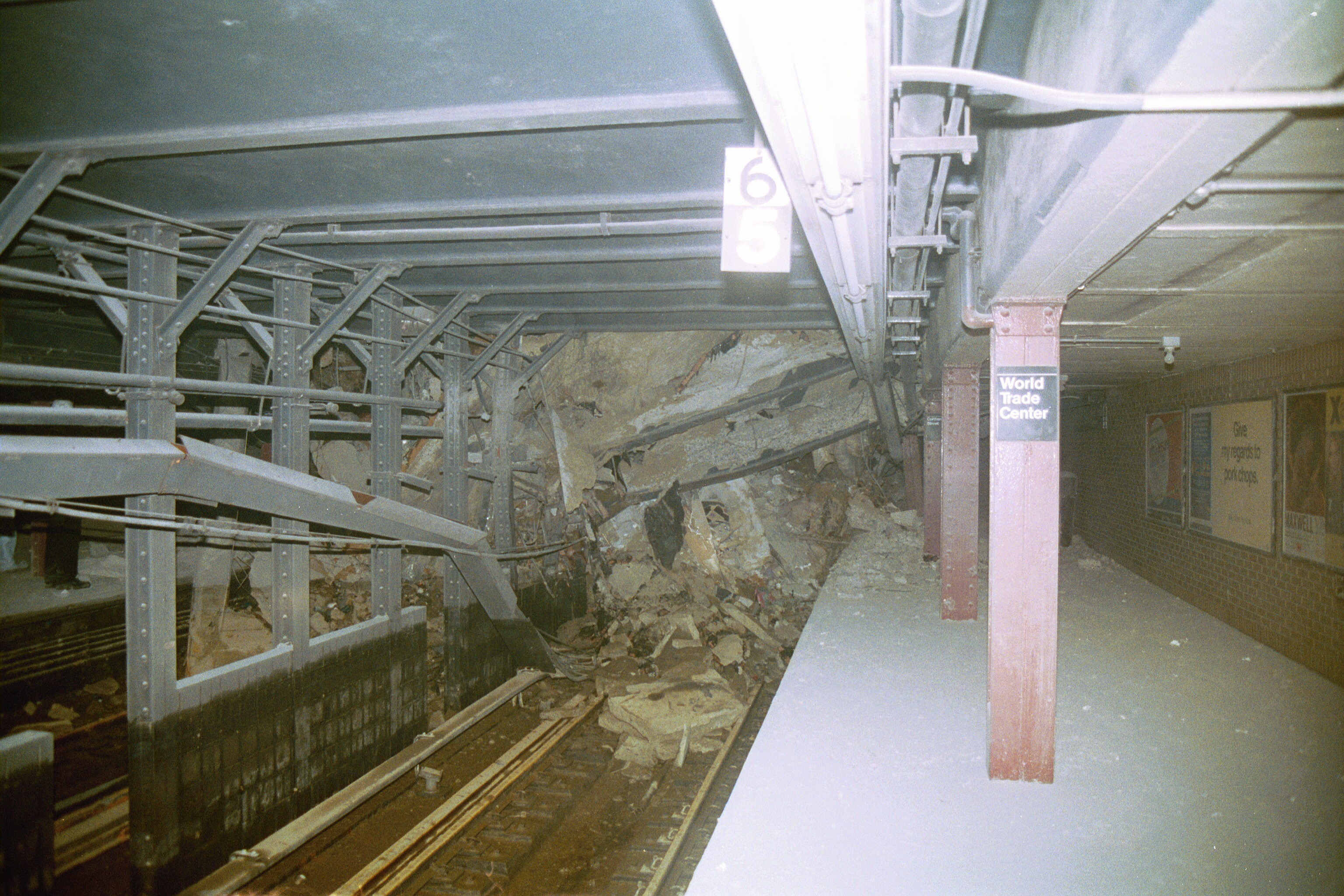
Разрушенная станция после терактов 11 сентября
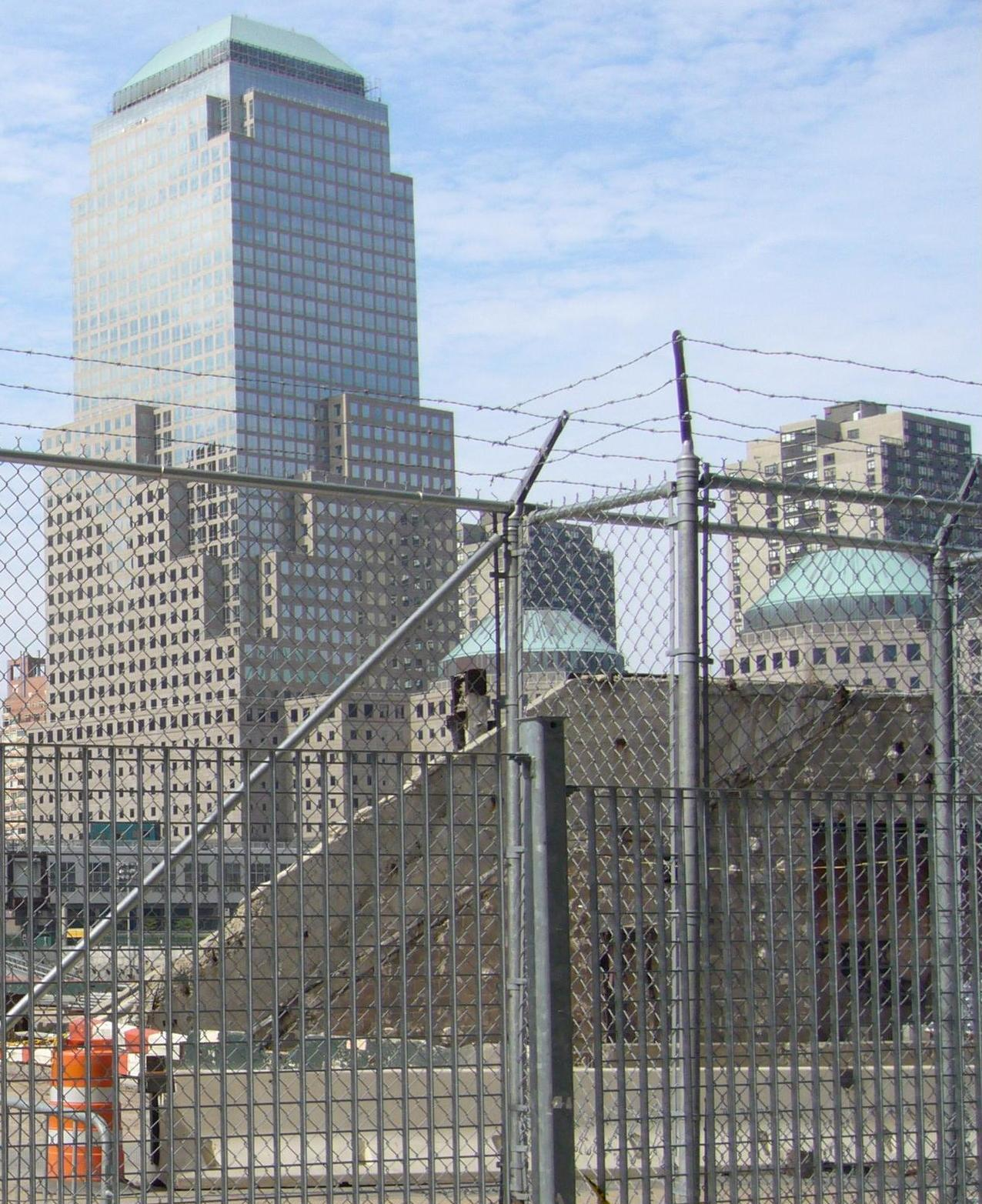
Лестница спасшихся и бывший вход на станцию (проём в правой части бетонного блока) в 2006 году
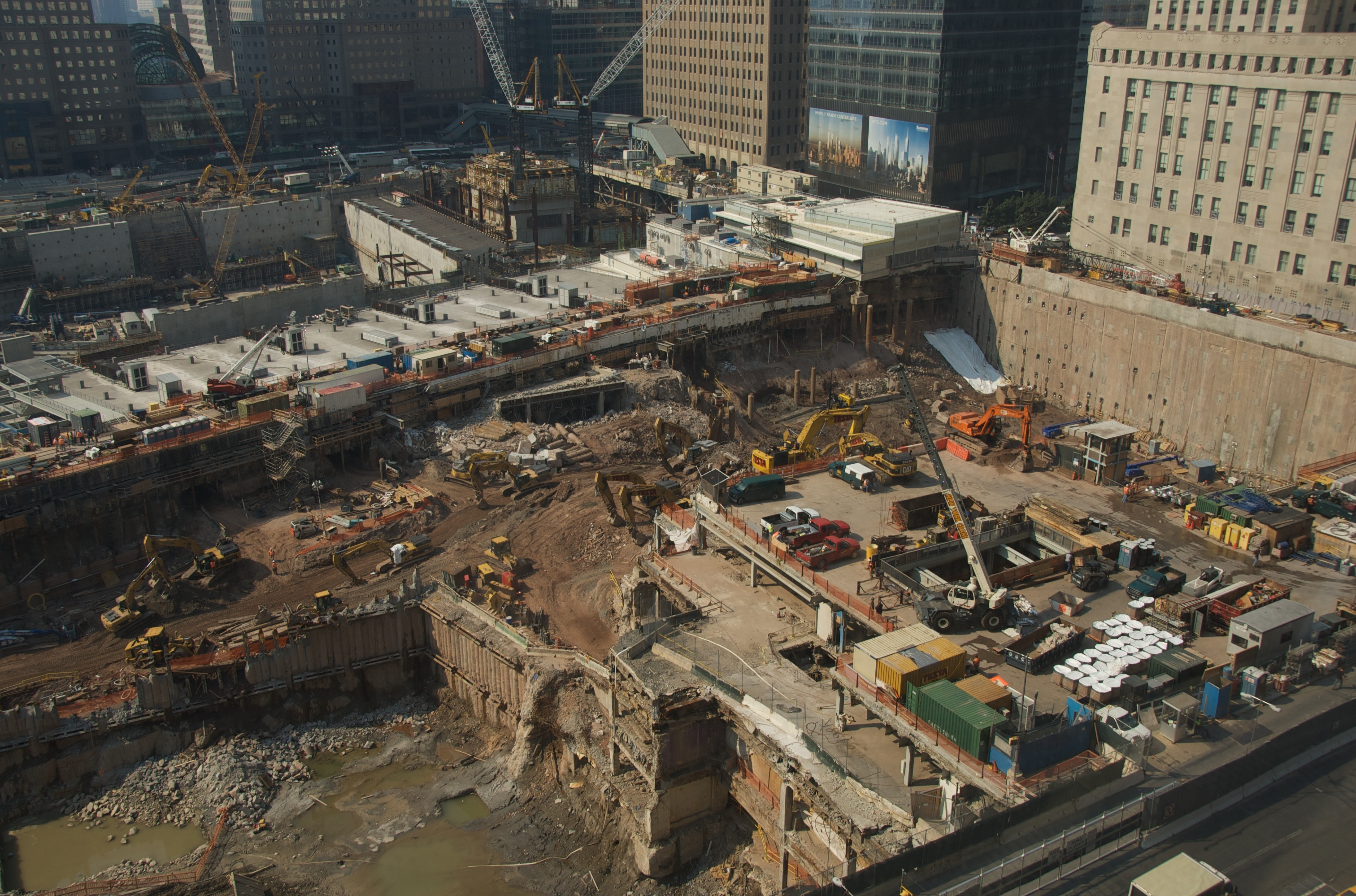
Гигантская стройплощадка на месте Всемирного торгового центра в 2008 году. Железобетонная конструкция поперёк снимка — короб, через который шли поезда

Новая станция построена в составе нового транспортного комплекса; его наземное здание в стиле неофутуризма, «О́кулус» (англ. Oculus), спроектировано архитектором Сантьяго Калатравой. Первая очередь комплекса открылась 3 марта 2016 года и включила в себя станцию «Всемирный торговый центр» системы PATH (также сооружённую заново после терактов 11 сентября). В декабре 2016 года был открыт вход из него на станцию Всемирный торговый центр (), в декабре 2017 — на станцию Кортландт-стрит (), а в сентябре 2018 года была открыта и эта станция под новым названием WTC Cortlandt.
Старая станция имела две боковых платформы, обслуживавшие два пути, и была оформлена мозаикой, заменённой в 70-х годах на бежевую плитку, имитирующую кирпичную кладку. Новая станция сохранила конфигурацию путей и платформ. Её стены украшает работа Энн Хамилтон, изображающая как бы вытканные тексты Всеобщей декларации прав человека и Декларации независимости США. Поверх вытканных текстов на стенах расположено название станции, которое здесь выглядит как World Trade Center, а на колоннах, покрашенных в серый цвет и установленных только ближе к концам платформ, находятся стандартные чёрные таблички с названием WTC Cortlandt.

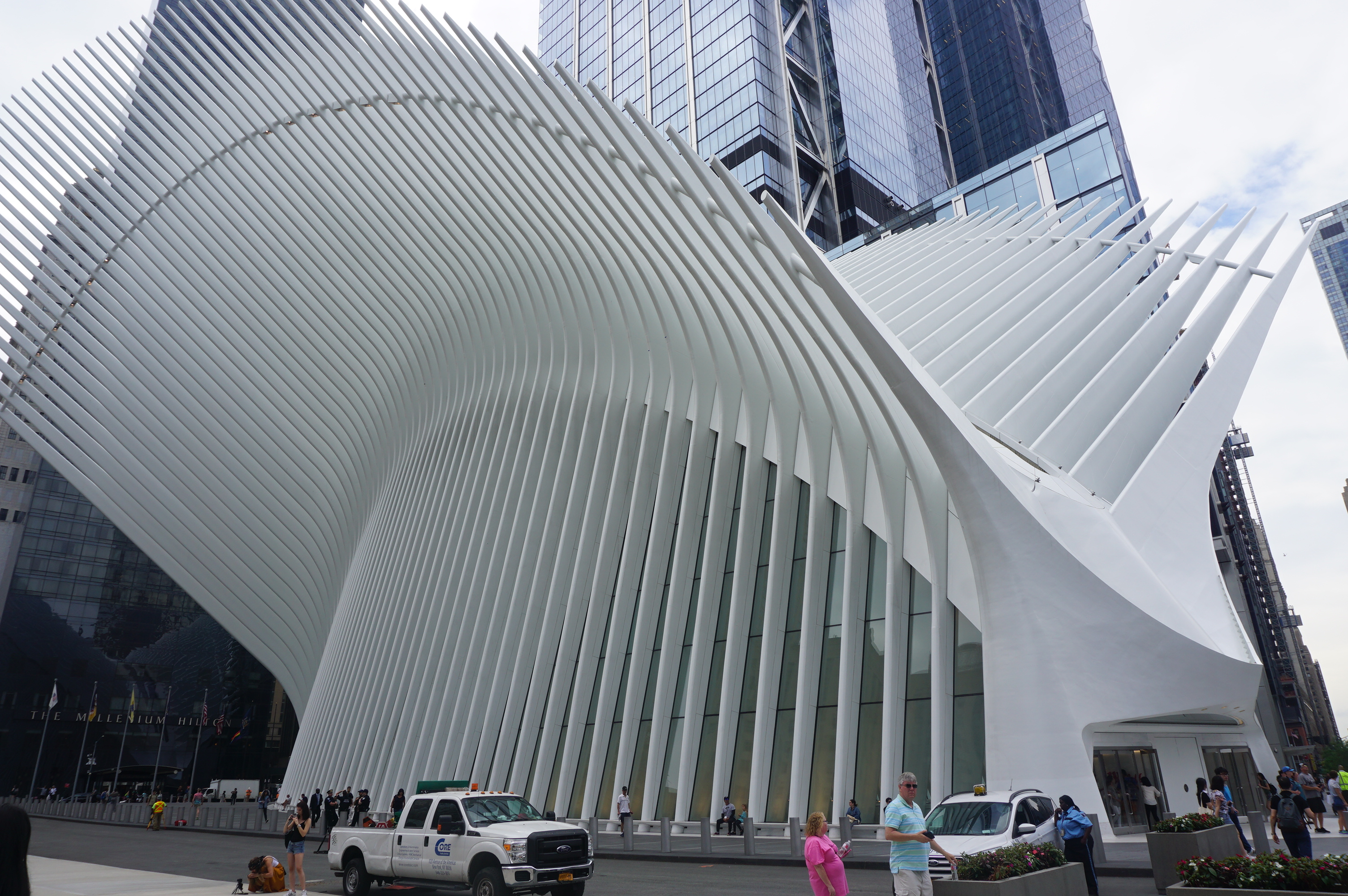
Новый транспортный комплекс (Окулус)
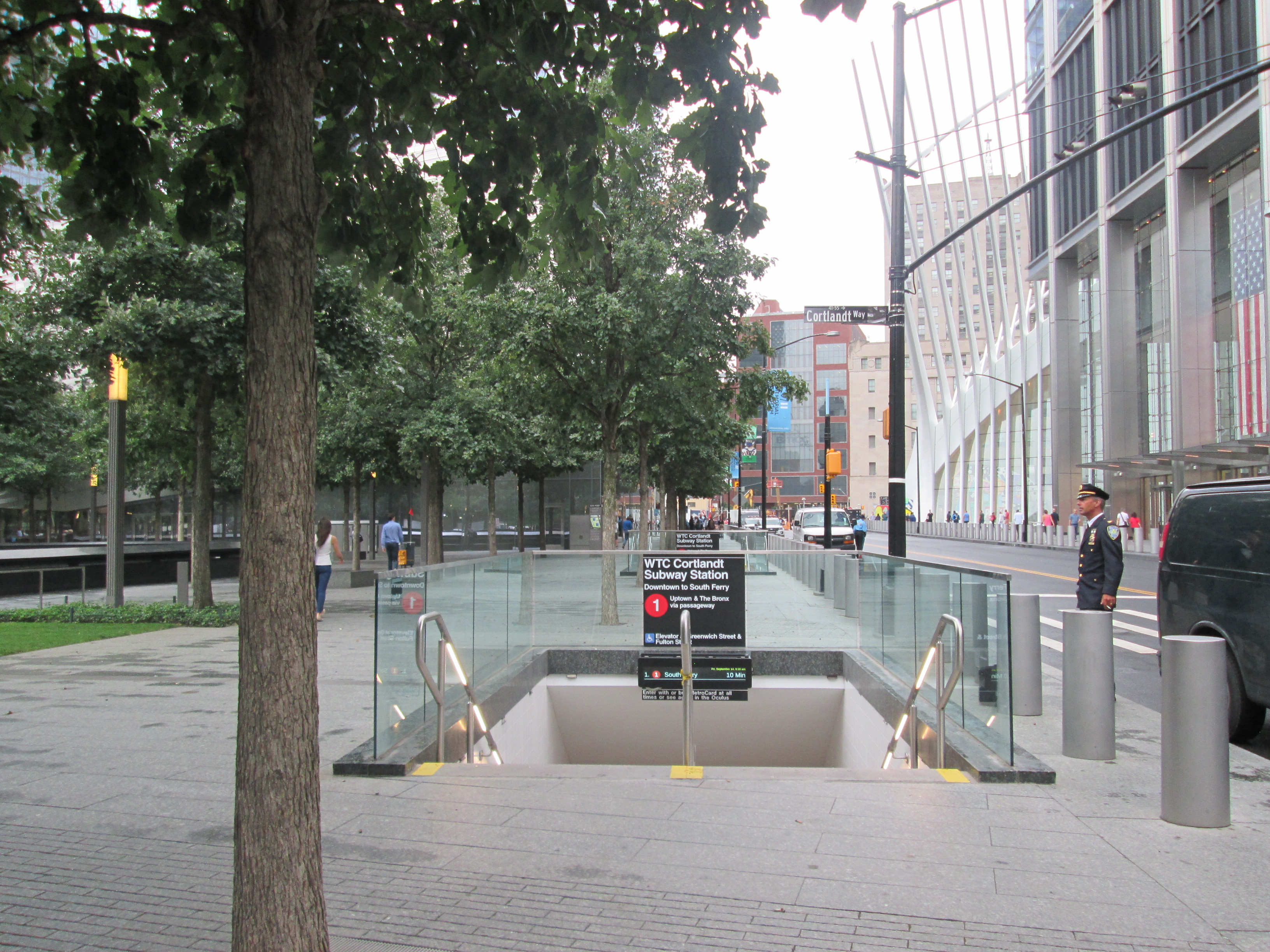
Вход на новую станцию с Гринвич-стрит
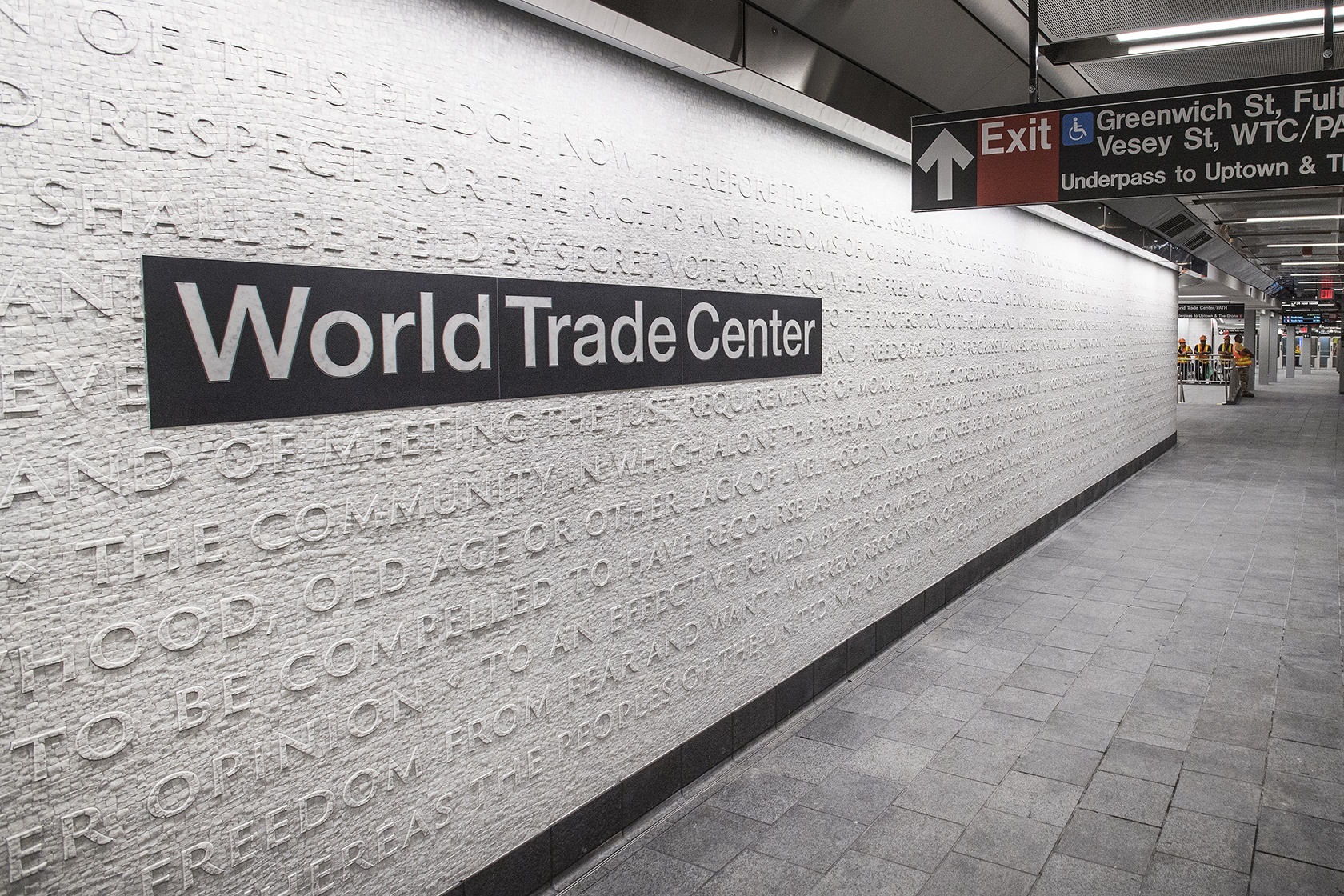
Стена
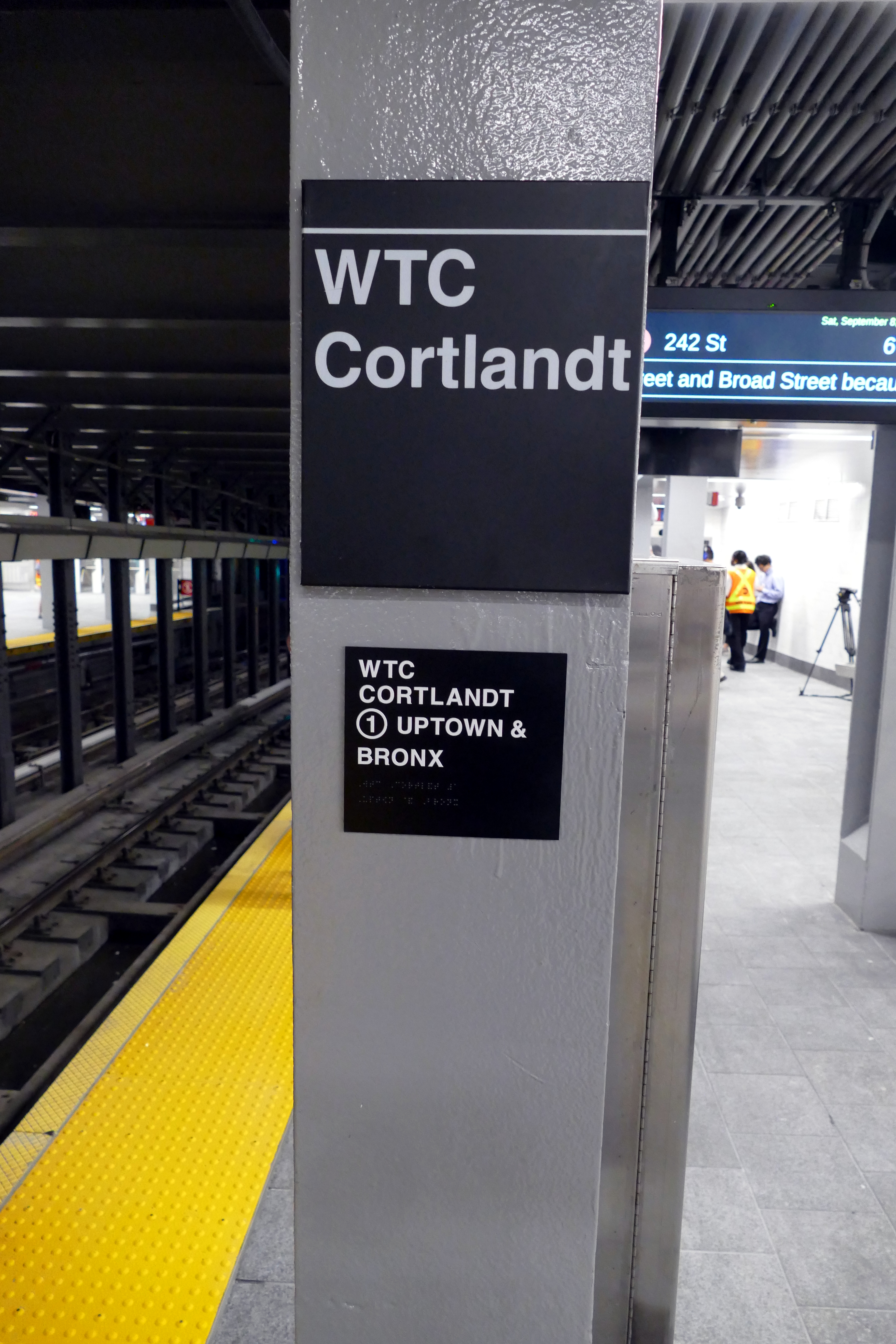
Колонна
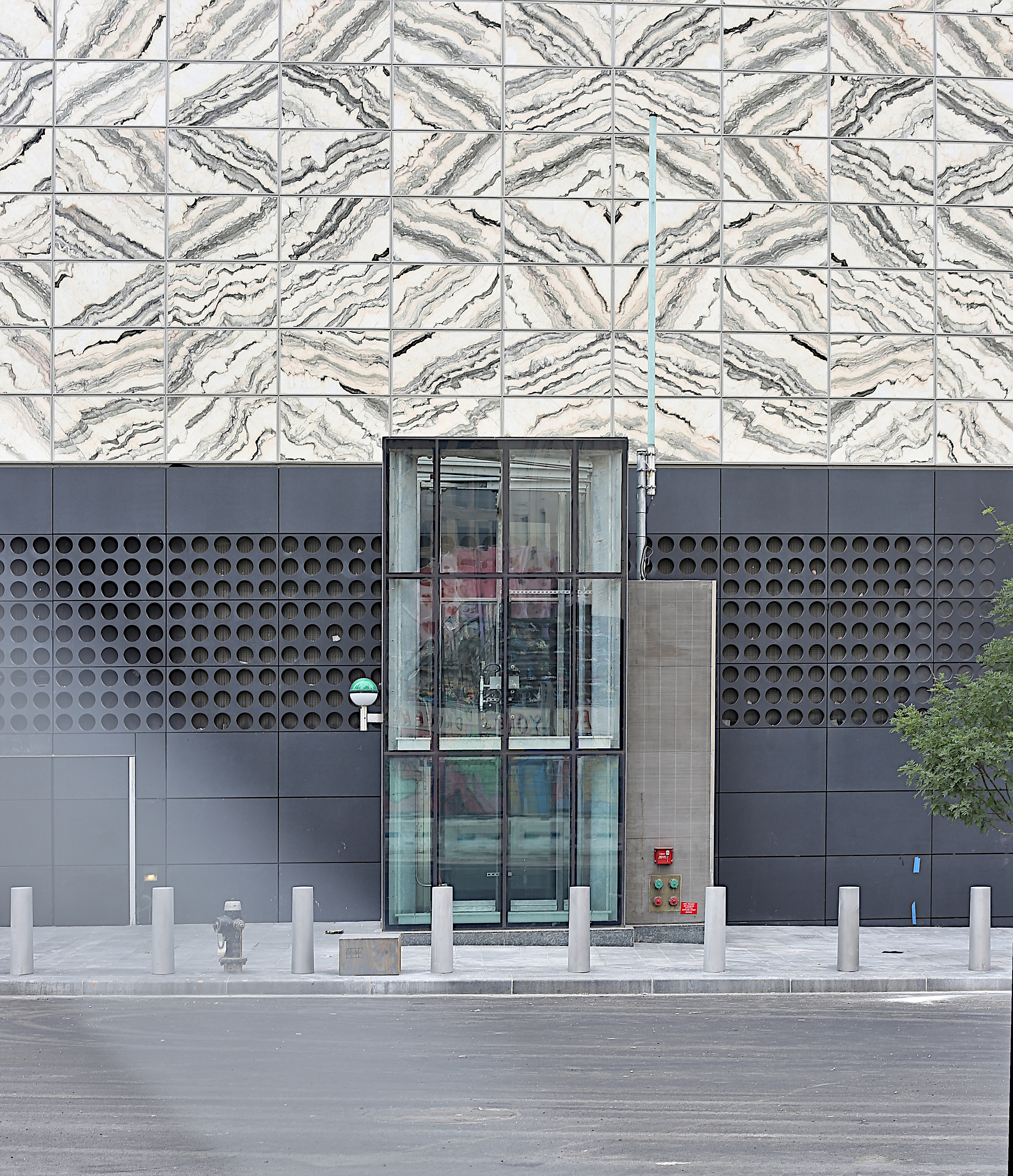
Лифт у Центра исполнительских искусств имени Перельмана